# Gian Piero Ventura
Gian Piero Ventura (Genova, 14 gennaio 1948) è un ex allenatore di calcio ed ex calciatore italiano, di ruolo centrocampista.

## Carriera

### Giocatore

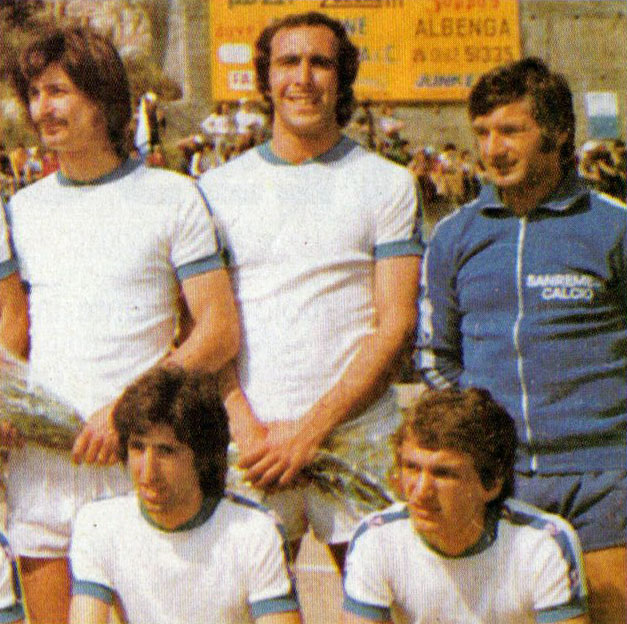
Ventura (in piedi, al centro) alla Sanremese nella stagione 1974-1975

Originario del quartiere genovese di Cornigliano, e cresciuto calcisticamente nelle giovanili della Sampdoria senza riuscire ad approdare in prima squadra, ha militato quasi esclusivamente in Serie D. Ha giocato un anno con la Sestrese, passando poi all'Enna (squadra allora neopromossa in Serie C per la stagione 1970-1971). Con i siciliani è restato per un quadriennio (un anno in Serie C e tre in Serie D), totalizzando 9 presenze in serie C. Si è poi trasferito alla Sanremese per due anni e infine alla Novese per un altro biennio, concludendovi la sua carriera di giocatore.

### Allenatore

#### Esperienze in giro per l'Italia
Ha iniziato ad allenare nella Sampdoria, prima come allenatore delle giovanili, poi come vice-allenatore di Canali e Giorgis. Ha poi guidato in Interregionale l'Albenga e, nel 1981, il Rapallo Ruentes. In seguito ha allenato l'Entella Bacezza, ottenendo una promozione dall'Interregionale e successivamente un 5º posto in Serie C2 nel 1985-1986 con in squadra Luciano Spalletti; l'esperienza si è conclusa all'improvviso nel luglio del 1986, quando ha lasciato la squadra chiavarese per lo Spezia, a tre giorni dall'inizio del ritiro.
Lo Spezia lo ha esonerato nel girone di ritorno, sostituito da Sergio Carpanesi. Nei due anni successivi ha seduto sulla panchina della Centese in Serie C1. Nel 1989 è stato chiamato dalla Pistoiese, all'epoca militante nel CND dopo il fallimento del 1988; qui Ventura ha svolto la professione di allenatore in parallelo a quella di insegnante di educazione fisica. Abbinando un bel gioco a buoni risultati, Ventura ha condotto gli arancioni al secondo posto, seguito l'anno successivo dal primo posto e dalla promozione in Serie C2. Al terzo anno, Ventura si è congedato dalla Pistoiese con un quarto posto ex aequo con il Rimini, a ridosso del secondo posto valevole per la promozione in C1. Nella stagione 1992-1993 è stato sulla panchina del Giarre, in Serie C1, mancando per pochi punti il salto di categoria in Serie B, piazzandosi al 4º posto.
La prima panchina in Serie B gliel'ha offerta il Venezia nella stagione 1994-1995, dove ha sfiorato la promozione in Serie A mancata per due punti persi a tavolino per il caso Conti. L’anno successivo viene esonerato dopo due sole giornate, per poi ritornare nuovamente sulla panchina. A fine stagione decide di dimettersi.
Il 1º luglio 1995 firma con il Lecce che militava in Serie C1. Il tecnico genovese conduce i salentini fino alla doppia promozione dalla Serie C1 alla Serie A.
Nella stagione successiva, 1997-1998, in Serie B, guida il Cagliari alla promozione in A, facendo la sua terza promozione consecutiva. Fa il suo esordio in massima serie nella stagione 1998-1999. Successivamente allena la Sampdoria, sfiorando la promozione in Serie A per un punto, Udinese, salvandola con due domeniche di anticipo, ancora Cagliari, Napoli e Messina. Nel dicembre del 2006 subentra all'esonerato Massimo Ficcadenti alla guida del Verona, ultimo in Serie B: grazie a una grandissima rimonta, conduce la squadra gialloblù a giocare i play-out per la permanenza nella serie cadetta, dovendo però soccombere contro lo Spezia.
Nel giugno del 2007 si accorda con il Pisa, neopromosso in Serie B, per la stagione 2007-2008, portandolo, con Gianluca Petrachi come direttore sportivo, ai play-off, facendo un calcio giudicato da tutti come il migliore della Serie B. Dopo un tormentato cambio di proprietà, viene confermato per la stagione 2008-2009, ma il 19 aprile 2009 viene esonerato, nonostante una tranquilla posizione in classifica. Alla fine della stagione il Pisa retrocederà, tra la contestazione generale dei tifosi.

#### Bari
Il 27 giugno 2009 è ingaggiato come allenatore dal Bari, in sostituzione di Antonio Conte. Durante la conferenza stampa di presentazione, svoltasi il 30 giugno 2009, dichiara di allenare "per libidine", guadagnandosi in questo modo l'appellativo di Mister Libidine affibbiatogli dalla tifoseria biancorossa. Nel campionato 2009-2010 il Bari di Ventura si dimostra una delle squadre rivelazione del torneo coniugando bel calcio e risultati positivi, chiudendo al 10º posto a quota 50 punti (record in serie A per i pugliesi). È anche l'anno del lancio di alcuni giovani promesse come Bonucci e Ranocchia, che a fine stagione entreranno a far parte del giro della nazionale italiana.
L'anno 2010-2011 vede nuovamente Ventura allenatore della squadra barese. Dopo la prima vittoria al San Nicola contro la Juventus, il Bari sembra proiettato a seguire le orme della stagione precedente, ma dopo aver sconfitto alla quinta gara d'andata il Brescia ha inizio una serie di sconfitte e d'infortuni che faranno precipitare il Bari alle ultime posizioni di classifica. A seguito di questa situazione negativa, il 10 febbraio 2011 Ventura viene esonerato e sostituito da Bortolo Mutti, che però non riuscirà a evitare la retrocessione in Serie B dei galletti.

#### Torino
Nella stagione 2011-12 allena il Torino, conducendolo al ritorno in Serie A con una giornata di anticipo. L'annata 2012-13 è ancora positiva per i granata, che ottengono la salvezza sempre al penultimo turno. Nel 2013-14 fa persino meglio, portando la squadra al settimo posto con i gol della coppia formata da Ciro Immobile e Alessio Cerci. In questo campionato, esattamente l'8 dicembre 2013, festeggia le 100 panchine con il club grazie alla vittoria contro la Lazio. Complice l'esclusione del Parma dalle coppe europee, i granata vengono ammessi all'Europa League 2014-15. A livello individuale, il tecnico disputa la sua miglior stagione in termini di classifica: sono infatti 57 i punti conquistati in 38 giornate.
Il ritorno della formazione in Europa coincide con il suo esordio nelle manifestazioni continentali. Il 22 febbraio 2015 taglia il traguardo delle 100 partite in massima serie alla guida dei granata, cogliendo un pari (1-1) contro la Fiorentina. Quattro giorni dopo, in coppa, vince per 3-2 sul campo dell'Athletic Bilbao: prima di quel momento, nessun club italiano aveva mai espugnato il San Mamés. Viene eliminato negli ottavi dallo Zenit San Pietroburgo. Il 26 aprile 2015 riporta il Torino a vincere il derby dopo vent'anni, battendo la Juventus per 2-1. Con 3 punti in meno rispetto all'anno precedente, chiude il campionato in nona posizione. Il 16 dicembre successivo, in un'altra stracittadina pur persa nettamente 0-4, supera Luigi Radice per numero di partite consecutive in panchina: 194. Concluso il campionato al dodicesimo posto, risolve consensualmente il proprio contratto con il Torino per diventare il nuovo selezionatore della nazionale italiana. Lascia il club con un record negativo, ovvero le 8 sconfitte in 9 stracittadine.

#### Nazionale italiana
Ancor prima che il campionato d'Europa 2016 abbia inizio, viene annunciato dalla FIGC come successore di Antonio Conte quale commissario tecnico della nazionale italiana alla fine della rassegna continentale. Esordisce il successivo 1º settembre, perdendo in amichevole al San Nicola di Bari (1-3) contro la Francia. Nelle qualificazioni al campionato del mondo 2018 la nazionale di Ventura chiude il proprio girone al secondo posto, perdendo con la Spagna lo scontro diretto del Bernabéu di Madrid per la vetta; il piazzamento obbliga l'Italia a disputare i play-off, in cui viene abbinata alla meno quotata Svezia.
Persa di misura la partita di andata del 10 novembre 2017 in terra scandinava, tre giorni dopo gli azzurri di Ventura non vanno al di là di un pareggio a reti bianche nella gara di ritorno al Meazza di Milano, fallendo così l'ingresso al mondiale a 60 anni dall'allora unico precedente. Pesantemente contestato, sia per il fallimento sportivo sia per la decisione di non dimettersi dall'incarico, Ventura viene infine esonerato dalla FIGC il 15 novembre 2017.

#### Ultime esperienze da allenatore e il ritiro
Il 10 ottobre 2018, in seguito all'esonero di Lorenzo D'Anna, Ventura raccoglie l'incarico di allenatore per il Chievo, tornando quindi ad allenare in Serie A dopo due stagioni. L'11 novembre seguente, dopo il pareggio in casa (2-2) con il Bologna e dopo appena quattro partite dove ha raccolto un pareggio e tre sconfitte, annuncia le dimissioni nell'immediato postpartita contro i felsinei. Due giorni più tardi risolve consensualmente il contratto che lo legava ai clivensi.
Il 30 giugno 2019 firma per la Salernitana, in Serie B. Inizia con una vittoria il 24 agosto 2019 contro il Pescara allo Stadio Arechi. Conduce la squadra al decimo posto finale. Il 1º agosto 2020 annuncia le proprie dimissioni.
Il 12 novembre 2021, a un anno e mezzo dall'ultima esperienza in panchina, annuncia il proprio ritiro come allenatore.

## Statistiche

### Statistiche da allenatore

#### Club
In grassetto le competizioni vinte.
| Stagione               | Squadra                | Campionato             | Campionato | Campionato | Campionato | Campionato | Coppe nazionali | Coppe nazionali | Coppe nazionali | Coppe nazionali | Coppe nazionali | Coppe continentali | Coppe continentali | Coppe continentali | Coppe continentali | Coppe continentali | Altre coppe | Altre coppe | Altre coppe | Altre coppe | Altre coppe | Totale | Totale | Totale | Totale | % Vittorie | Piazzamento        |
| Stagione               | Squadra                | Comp                   | G          | V          | N          | P          | Comp            | G               | V               | N               | P               | Comp               | G                  | V                  | N                  | P                  | Comp        | G           | V           | N           | P           | G      | V      | N      | P      | %          | Piazzamento        |
| ---------------------- | ---------------------- | ---------------------- | ---------- | ---------- | ---------- | ---------- | --------------- | --------------- | --------------- | --------------- | --------------- | ------------------ | ------------------ | ------------------ | ------------------ | ------------------ | ----------- | ----------- | ----------- | ----------- | ----------- | ------ | ------ | ------ | ------ | ---------- | ------------------ |
| 1980-1981              | Albenga                | D                      | 34         | 7          | 15         | 12         | CI-D            | ?               | ?               | ?               | ?               | -                  | -                  | -                  | -                  | -                  | -           | -           | -           | -           | -           | 34     | 7      | 15     | 12     | 20,59      | 14º                |
| 1981-1982              | Rapallo San Desiderio  | Int.                   | 30         | 7          | 11         | 12         | CI-Dil.         | 2               | 0               | 2               | 0               | -                  | -                  | -                  | -                  | -                  | -           | -           | -           | -           | -           | 32     | 7      | 13     | 12     | 21,88      | 13º                |
| 1982-1983              | Entella Bacezza        | Int.                   | 30         | 10         | 13         | 7          | CI-Dil.         | 2               | 0               | 2               | 0               | -                  | -                  | -                  | -                  | -                  | -           | -           | -           | -           | -           | 32     | 10     | 15     | 7      | 31,25      | 4º                 |
| 1984-1985              | Entella Bacezza        | Int.                   | 30         | 16         | 10         | 4          | CI-Dil.         | ?               | ?               | ?               | ?               | -                  | -                  | -                  | -                  | -                  | -           | -           | -           | -           | -           | 30     | 16     | 10     | 4      | 53,33      | 1º (prom.)         |
| 1985-1986              | Entella Bacezza        | C2                     | 34         | 11         | 18         | 5          | CI-C            | 6               | 2               | 1               | 3               | -                  | -                  | -                  | -                  | -                  | -           | -           | -           | -           | -           | 40     | 13     | 19     | 8      | 32,50      | 5º                 |
| Totale Entella Bacezza | Totale Entella Bacezza | Totale Entella Bacezza | 94         | 37         | 41         | 16         |                 | 8+              | 2+              | 3+              | 3+              |                    | -                  | -                  | -                  | -                  |             | -           | -           | -           | -           | 102    | 39     | 44     | 19     | 38,24      |                    |
| ago.-dic. 1986         | Spezia                 | C1                     | 12         | 1          | 6          | 5          | CI-C            | 8               | 3               | 2               | 3               | -                  | -                  | -                  | -                  | -                  | -           | -           | -           | -           | -           | 20     | 4      | 8      | 8      | 20,00      | Eson.              |
| 1987-1988              | Centese                | C1                     | 24         | 4          | 10         | 10         | CI+CI-C         | 5+4             | 0+2             | 2+1             | 3+1             | -                  | -                  | -                  | -                  | -                  | -           | -           | -           | -           | -           | 33     | 6      | 13     | 14     | 18,18      | Eson., Sub., 15º   |
| 1988-1989              | Centese                | C1                     | 34         | 6          | 16         | 12         | CI-C            | 6               | 1               | 2               | 3               | -                  | -                  | -                  | -                  | -                  | -           | -           | -           | -           | -           | 40     | 7      | 18     | 15     | 17,50      | 16º (retr.)        |
| Totale Centese         | Totale Centese         | Totale Centese         | 58         | 10         | 26         | 22         |                 | 15              | 3               | 5               | 7               |                    | -                  | -                  | -                  | -                  |             | -           | -           | -           | -           | 73     | 13     | 31     | 29     | 17,81      |                    |
| 1989-1990              | Pistoiese              | Int.                   | 34         | 20         | 9          | 5          | CI-Dil.         | 16              | 8               | 7               | 1               | -                  | -                  | -                  | -                  | -                  | -           | -           | -           | -           | -           | 50     | 28     | 16     | 6      | 56,00      | 2º                 |
| 1990-1991              | Pistoiese              | Int.                   | 34         | 21         | 12         | 1          | CI-Dil.         | 2               | 1               | 0               | 1               | -                  | -                  | -                  | -                  | -                  | TJ          | 2           | 0           | 0           | 2           | 38     | 22     | 12     | 4      | 57,89      | 1º (prom.)         |
| 1991-1992              | Pistoiese              | C2                     | 38         | 16         | 15         | 7          | CI-C            | 4               | 1               | 2               | 1               | -                  | -                  | -                  | -                  | -                  | -           | -           | -           | -           | -           | 42     | 17     | 17     | 8      | 40,48      | 5º                 |
| Totale Pistoiese       | Totale Pistoiese       | Totale Pistoiese       | 106        | 57         | 36         | 13         |                 | 22              | 10              | 9               | 3               |                    | -                  | -                  | -                  | -                  |             | 2           | 0           | 0           | 2           | 130    | 67     | 45     | 18     | 51,54      |                    |
| 1992-1993              | Giarre                 | C1                     | 34         | 14         | 13         | 7          | CI+CI-C         | 1+2             | 0+1             | 0+0             | 1+1             | -                  | -                  | -                  | -                  | -                  | -           | -           | -           | -           | -           | 37     | 15     | 13     | 9      | 40,54      | Sub., 4º           |
| 1994-1995              | Venezia                | B                      | 17         | 6          | 3          | 8          | CI              | 1               | 0               | 0               | 1               | -                  | -                  | -                  | -                  | -                  | -           | -           | -           | -           | -           | 18     | 6      | 3      | 9      | 33,33      | Eson., sub., eson. |
| 1995-1996              | Lecce                  | C1                     | 34         | 16         | 13         | 5          | CI+CI-C         | 3+6             | 2+3             | 0+1             | 1+2             | -                  | -                  | -                  | -                  | -                  | -           | -           | -           | -           | -           | 43     | 21     | 14     | 8      | 48,84      | 1º (prom.)         |
| 1996-1997              | Lecce                  | B                      | 38         | 16         | 15         | 7          | CI              | 1               | 0               | 0               | 1               | -                  | -                  | -                  | -                  | -                  | -           | -           | -           | -           | -           | 39     | 16     | 15     | 8      | 41,03      | 3º (prom.)         |
| Totale Lecce           | Totale Lecce           | Totale Lecce           | 72         | 32         | 28         | 12         |                 | 10              | 5               | 1               | 4               |                    | -                  | -                  | -                  | -                  |             | -           | -           | -           | -           | 82     | 37     | 29     | 16     | 45,12      |                    |
| 1997-1998              | Cagliari               | B                      | 38         | 15         | 18         | 5          | CI              | 4               | 1               | 2               | 1               | -                  | -                  | -                  | -                  | -                  | -           | -           | -           | -           | -           | 42     | 16     | 20     | 6      | 38,10      | 3º (prom.)         |
| 1998-1999              | Cagliari               | A                      | 34         | 11         | 8          | 15         | CI              | 4               | 1               | 1               | 2               | -                  | -                  | -                  | -                  | -                  | -           | -           | -           | -           | -           | 38     | 12     | 9      | 17     | 31,58      | 13º                |
| 1999-2000              | Sampdoria              | B                      | 38         | 17         | 11         | 10         | CI              | 8               | 5               | 0               | 3               | -                  | -                  | -                  | -                  | -                  | -           | -           | -           | -           | -           | 46     | 22     | 11     | 13     | 47,83      | 5º                 |
| dic. 2001-2002         | Udinese                | A                      | 21         | 6          | 4          | 11         | CI              | 1               | 0               | 1               | 0               | -                  | -                  | -                  | -                  | -                  | -           | -           | -           | -           | -           | 22     | 6      | 5      | 11     | 27,27      | Sub., 14º          |
| 2002-2003              | Cagliari               | B                      | 38         | 14         | 12         | 12         | CI              | -               | -               | -               | -               | -                  | -                  | -                  | -                  | -                  | -           | -           | -           | -           | -           | 38     | 14     | 12     | 12     | 36,84      | 8º                 |
| ago.-nov. 2003         | Cagliari               | B                      | 16         | 6          | 5          | 5          | CI              | 1               | 1               | 0               | 0               | -                  | -                  | -                  | -                  | -                  | -           | -           | -           | -           | -           | 17     | 7      | 5      | 5      | 41,18      | Eson.              |
| Totale Cagliari        | Totale Cagliari        | Totale Cagliari        | 126        | 46         | 43         | 37         |                 | 9               | 3               | 3               | 3               |                    | -                  | -                  | -                  | -                  |             | -           | -           | -           | -           | 135    | 49     | 46     | 40     | 36,30      |                    |
| 2004-gen. 2005         | Napoli                 | C1                     | 19         | 7          | 6          | 6          | -               | -               | -               | -               | -               | -                  | -                  | -                  | -                  | -                  | -           | -           | -           | -           | -           | 19     | 7      | 6      | 6      | 36,84      | Eson.              |
| apr.-mag. 2006         | Messina                | A                      | 7          | 1          | 0          | 6          | CI              | -               | -               | -               | -               | -                  | -                  | -                  | -                  | -                  | -           | -           | -           | -           | -           | 7      | 1      | 0      | 6      | 14,29      | Sub., 17º          |
| gen.-giu. 2007         | Verona                 | B                      | 24+2       | 10         | 7+1        | 7+1        | CI              | -               | -               | -               | -               | -                  | -                  | -                  | -                  | -                  | -           | -           | -           | -           | -           | 26     | 10     | 8      | 8      | 38,46      | Sub., 18º (retr.)  |
| 2007-2008              | Pisa                   | B                      | 42+2       | 19         | 14         | 9+2        | CI              | 2               | 1               | 0               | 1               | -                  | -                  | -                  | -                  | -                  | -           | -           | -           | -           | -           | 46     | 20     | 14     | 12     | 43,48      | 6º                 |
| 2008-apr. 2009         | Pisa                   | B                      | 36         | 11         | 10         | 15         | CI              | 1               | 0               | 0               | 1               | -                  | -                  | -                  | -                  | -                  | -           | -           | -           | -           | -           | 37     | 11     | 10     | 16     | 29,73      | Eson.              |
| Totale Pisa            | Totale Pisa            | Totale Pisa            | 78+2       | 30         | 24         | 24+2       |                 | 3               | 1               | 0               | 2               |                    | -                  | -                  | -                  | -                  |             | -           | -           | -           | -           | 83     | 31     | 24     | 28     | 37,35      |                    |
| 2009-2010              | Bari                   | A                      | 38         | 13         | 11         | 14         | CI              | 1               | 0               | 1               | 0               | -                  | -                  | -                  | -                  | -                  | -           | -           | -           | -           | -           | 39     | 13     | 12     | 14     | 33,33      | 10º                |
| 2010-feb. 2011         | Bari                   | A                      | 24         | 3          | 5          | 16         | CI              | 3               | 2               | 0               | 1               | -                  | -                  | -                  | -                  | -                  | -           | -           | -           | -           | -           | 27     | 5      | 5      | 17     | 18,52      | Dimis.             |
| Totale Bari            | Totale Bari            | Totale Bari            | 62         | 16         | 16         | 30         |                 | 4               | 2               | 1               | 1               |                    | -                  | -                  | -                  | -                  |             | -           | -           | -           | -           | 66     | 18     | 17     | 31     | 27,27      |                    |
| 2011-2012              | Torino                 | B                      | 42         | 24         | 11         | 7          | CI              | 2               | 1               | 0               | 1               | -                  | -                  | -                  | -                  | -                  | -           | -           | -           | -           | -           | 44     | 25     | 11     | 8      | 56,82      | 2º (prom.)         |
| 2012-2013              | Torino                 | A                      | 38         | 8          | 16         | 14         | CI              | 2               | 1               | 0               | 1               | -                  | -                  | -                  | -                  | -                  | -           | -           | -           | -           | -           | 40     | 9      | 16     | 15     | 22,50      | 16º                |
| 2013-2014              | Torino                 | A                      | 38         | 15         | 12         | 11         | CI              | 1               | 0               | 0               | 1               | -                  | -                  | -                  | -                  | -                  | -           | -           | -           | -           | -           | 39     | 15     | 12     | 12     | 38,46      | 7º                 |
| 2014-2015              | Torino                 | A                      | 38         | 14         | 12         | 12         | CI              | 1               | 0               | 0               | 1               | UEL                | 14                 | 8                  | 4                  | 2                  | -           | -           | -           | -           | -           | 53     | 22     | 16     | 15     | 41,51      | 9º                 |
| 2015-2016              | Torino                 | A                      | 38         | 12         | 9          | 17         | CI              | 3               | 2               | 0               | 1               | -                  | -                  | -                  | -                  | -                  | -           | -           | -           | -           | -           | 41     | 14     | 9      | 18     | 34,15      | 12º                |
| Totale Torino          | Totale Torino          | Totale Torino          | 194        | 73         | 60         | 61         |                 | 9               | 4               | 0               | 5               |                    | 14                 | 8                  | 4                  | 2                  |             | -           | -           | -           | -           | 217    | 85     | 64     | 68     | 39,17      |                    |
| ott.-nov. 2018         | Chievo                 | A                      | 4          | 0          | 1          | 3          | CI              | -               | -               | -               | -               | -                  | -                  | -                  | -                  | -                  | -           | -           | -           | -           | -           | 4      | 0      | 1      | 3      | &0,00      | Sub., dimis.       |
| 2019-2020              | Salernitana            | B                      | 38         | 14         | 10         | 14         | CI              | 2               | 1               | 0               | 1               | -                  | -                  | -                  | -                  | -                  | -           | -           | -           | -           | -           | 40     | 15     | 10     | 15     | 37,50      | 10º                |
| Totale carriera        | Totale carriera        | Totale carriera        | 1072       | 391        | 362        | 319        |                 | 105             | 40              | 27              | 38              |                    | 14                 | 8                  | 4                  | 2                  |             | 2           | 0           | 0           | 2           | 1 193  | 439    | 393    | 361    | 36,80      |                    |

#### Nazionale nel dettaglio
| 2016                     | Italia        | Qual. Mondiale 2018 | 2º nel Gruppo G, non qualificato dopo i play-off | 4  | 3 | 1 | 0 | 75,00 | 11 | 4  | +7  |
| 2017                     | Italia        | Qual. Mondiale 2018 | 2º nel Gruppo G, non qualificato dopo i play-off | 6  | 4 | 1 | 1 | 66,67 | 10 | 5  | +5  |
| Novembre 2017 (play-off) | Italia        | Qual. Mondiale 2018 | 2º nel Gruppo G, non qualificato dopo i play-off | 2  | 0 | 1 | 1 | &0,00 | 0  | 1  | -1  |
| 2016-2017                | Italia        | Amichevoli          |                                                  | 4  | 2 | 1 | 1 | 50,00 | 6  | 4  | +2  |
| Totale Italia            | Totale Italia | Totale Italia       | Totale Italia                                    | 16 | 9 | 4 | 3 | 56,25 | 27 | 14 | +13 |

#### Panchine da commissario tecnico della nazionale italiana
| Cronologia completa delle presenze e delle reti in nazionale ― Italia | Cronologia completa delle presenze e delle reti in nazionale ― Italia | Cronologia completa delle presenze e delle reti in nazionale ― Italia | Cronologia completa delle presenze e delle reti in nazionale ― Italia | Cronologia completa delle presenze e delle reti in nazionale ― Italia | Cronologia completa delle presenze e delle reti in nazionale ― Italia | Cronologia completa delle presenze e delle reti in nazionale ― Italia       | Cronologia completa delle presenze e delle reti in nazionale ― Italia |
| Data                                                                  | Città                                                                 | In casa                                                               | Risultato                                                             | Ospiti                                                                | Competizione                                                          | Reti                                                                        | Note                                                                  |
| --------------------------------------------------------------------- | --------------------------------------------------------------------- | --------------------------------------------------------------------- | --------------------------------------------------------------------- | --------------------------------------------------------------------- | --------------------------------------------------------------------- | --------------------------------------------------------------------------- | --------------------------------------------------------------------- |
| 1-9-2016                                                              | Bari                                                                  | Italia                                                                | 1 – 3                                                                 | Francia                                                               | Amichevole                                                            | Graziano Pellè                                                              | Cap: G. Buffon                                                        |
| 5-9-2016                                                              | Haifa                                                                 | Israele                                                               | 1 – 3                                                                 | Italia                                                                | Qual. Mondiali 2018                                                   | Graziano Pellè Antonio Candreva (rig.) Ciro Immobile                        | Cap: G. Buffon                                                        |
| 6-10-2016                                                             | Torino                                                                | Italia                                                                | 1 – 1                                                                 | Spagna                                                                | Qual. Mondiali 2018                                                   | Daniele De Rossi (rig.)                                                     | Cap: G. Buffon                                                        |
| 9-10-2016                                                             | Skopje                                                                | Macedonia                                                             | 2 – 3                                                                 | Italia                                                                | Qual. Mondiali 2018                                                   | Andrea Belotti Ciro Immobile (2)                                            | Cap: G. Buffon                                                        |
| 12-11-2016                                                            | Vaduz                                                                 | Liechtenstein                                                         | 0 – 4                                                                 | Italia                                                                | Qual. Mondiali 2018                                                   | Andrea Belotti (2) Ciro Immobile Antonio Candreva                           | Cap: G. Buffon                                                        |
| 15-11-2016                                                            | Milano                                                                | Italia                                                                | 0 – 0                                                                 | Germania                                                              | Amichevole                                                            | -                                                                           | Cap: G. Buffon                                                        |
| 24-3-2017                                                             | Palermo                                                               | Italia                                                                | 2 – 0                                                                 | Albania                                                               | Qual. Mondiali 2018                                                   | Daniele De Rossi (rig.) Ciro Immobile                                       | Cap: G. Buffon                                                        |
| 28-3-2017                                                             | Amsterdam                                                             | Paesi Bassi                                                           | 1 – 2                                                                 | Italia                                                                | Amichevole                                                            | Éder Leonardo Bonucci                                                       | Cap: D. De Rossi                                                      |
| 7-6-2017                                                              | Nizza                                                                 | Uruguay                                                               | 0 – 3                                                                 | Italia                                                                | Amichevole                                                            | autorete Éder Daniele De Rossi (rig.)                                       | Cap: D. De Rossi                                                      |
| 11-6-2017                                                             | Udine                                                                 | Italia                                                                | 5 – 0                                                                 | Liechtenstein                                                         | Qual. Mondiali 2018                                                   | Lorenzo Insigne Andrea Belotti Éder Federico Bernardeschi Manolo Gabbiadini | Cap: G. Buffon                                                        |
| 2-9-2017                                                              | Madrid                                                                | Spagna                                                                | 3 – 0                                                                 | Italia                                                                | Qual. Mondiali 2018                                                   | -                                                                           | Cap: G. Buffon                                                        |
| 5-9-2017                                                              | Reggio Emilia                                                         | Italia                                                                | 1 – 0                                                                 | Israele                                                               | Qual. Mondiali 2018                                                   | Ciro Immobile                                                               | Cap: G. Buffon                                                        |
| 6-10-2017                                                             | Torino                                                                | Italia                                                                | 1 – 1                                                                 | Macedonia                                                             | Qual. Mondiali 2018                                                   | Giorgio Chiellini                                                           | Cap: G. Buffon                                                        |
| 9-10-2017                                                             | Scutari                                                               | Albania                                                               | 0 – 1                                                                 | Italia                                                                | Qual. Mondiali 2018                                                   | Antonio Candreva                                                            | Cap: G. Buffon                                                        |
| 10-11-2017                                                            | Solna                                                                 | Svezia                                                                | 1 – 0                                                                 | Italia                                                                | Qual. Mondiali 2018                                                   | -                                                                           | Cap: G. Buffon                                                        |
| 13-11-2017                                                            | Milano                                                                | Italia                                                                | 0 – 0                                                                 | Svezia                                                                | Qual. Mondiali 2018                                                   | -                                                                           | Cap: G. Buffon                                                        |
| Totale                                                                |                                                                       | Presenze                                                              | 16                                                                    |                                                                       | Reti                                                                  | 27                                                                          |                                                                       |

| Cronologia completa delle presenze e delle reti in nazionale (partite non ufficiali) ― Italia | Cronologia completa delle presenze e delle reti in nazionale (partite non ufficiali) ― Italia | Cronologia completa delle presenze e delle reti in nazionale (partite non ufficiali) ― Italia | Cronologia completa delle presenze e delle reti in nazionale (partite non ufficiali) ― Italia | Cronologia completa delle presenze e delle reti in nazionale (partite non ufficiali) ― Italia | Cronologia completa delle presenze e delle reti in nazionale (partite non ufficiali) ― Italia | Cronologia completa delle presenze e delle reti in nazionale (partite non ufficiali) ― Italia | Cronologia completa delle presenze e delle reti in nazionale (partite non ufficiali) ― Italia |
| Data                                                                                          | Città                                                                                         | In casa                                                                                       | Risultato                                                                                     | Ospiti                                                                                        | Competizione                                                                                  | Reti                                                                                          | Note                                                                                          |
| --------------------------------------------------------------------------------------------- | --------------------------------------------------------------------------------------------- | --------------------------------------------------------------------------------------------- | --------------------------------------------------------------------------------------------- | --------------------------------------------------------------------------------------------- | --------------------------------------------------------------------------------------------- | --------------------------------------------------------------------------------------------- | --------------------------------------------------------------------------------------------- |
| 31-5-2017                                                                                     | Empoli                                                                                        | Italia                                                                                        | 8 – 0                                                                                         | San Marino                                                                                    | Amichevole                                                                                    | Gianluca Lapadula (3) Andrea Petagna Mattia Caldara Matteo Politano autorete (2)              | Cap: D. Berardi                                                                               |
| Totale                                                                                        |                                                                                               | Presenze                                                                                      | 1                                                                                             |                                                                                               | Reti                                                                                          | 8                                                                                             |                                                                                               |

## Palmarès

### Giocatore
- Promozione: 1

Sanremese: 1974-1975

### Allenatore

#### Club
- Campionato Interregionale: 2

Entella: 1984-1985 (girone E)
Pistoiese: 1990-1991 (girone A)
- Campionato italiano Serie C1: 1

Lecce: 1995-1996 (girone B)

#### Individuale
- L'allenatore dei sogni: 1

2014